# Souk Naamane
Pour les articles homonymes, voir Naaman (homonymie).
Souk Naamane est une commune de la wilaya d'Oum El-Bouaghi en Algérie.

## Géographie

### Localités de la commune
La commune de Souk Naamane est composée de 13 localités :
- Centre de Souk Naamane
- Lemzaïr
- Bekkikia
- Ouled El Hadj
- Racouba
- El Koucha
- Theniet Laraiès
- Ouled Sigha
- El Henchir
- El Azla
- Demnel
- Tine
- El Ghar

## Personnalités
- Adel Meziani (1978-), footballeur né à Souk Naamane.